# Nazlini (Arizona)
Nazlini es un lugar designado por el censo ubicado en el condado de Apache en el estado estadounidense de Arizona. En el Censo de 2010 tenía una población de 489 habitantes y una densidad poblacional de 40,51 personas por km².

## Geografía
Nazlini se encuentra ubicado en las coordenadas 35°53′47″N 109°26′55″O / 35.89639, -109.44861. Según la Oficina del Censo de los Estados Unidos, Nazlini tiene una superficie total de 19.42 km², de la cual 19.42 km² corresponden a tierra firme y (0%) 0 km² es agua.

## Demografía
Según el censo de 2010, había 489 personas residiendo en Nazlini. La densidad de población era de 40,51 hab./km². De los 489 habitantes, Nazlini estaba compuesto por el 0% blancos, el 0% eran afroamericanos, el 96.32% eran amerindios, el 0% eran asiáticos, el 0% eran isleños del Pacífico, el 0% eran de otras razas y el 3.68% pertenecían a dos o más razas. Del total de la población el 0.82% eran hispanos o latinos de cualquier raza.